# Sibbaldianthe sericea
Sibbaldianthe sericea är en rosväxtart som beskrevs av Valery Ivanovich Grubov. Sibbaldianthe sericea ingår i släktet spetsfingerörter, och familjen rosväxter. Inga underarter finns listade i Catalogue of Life.